# Hibachi

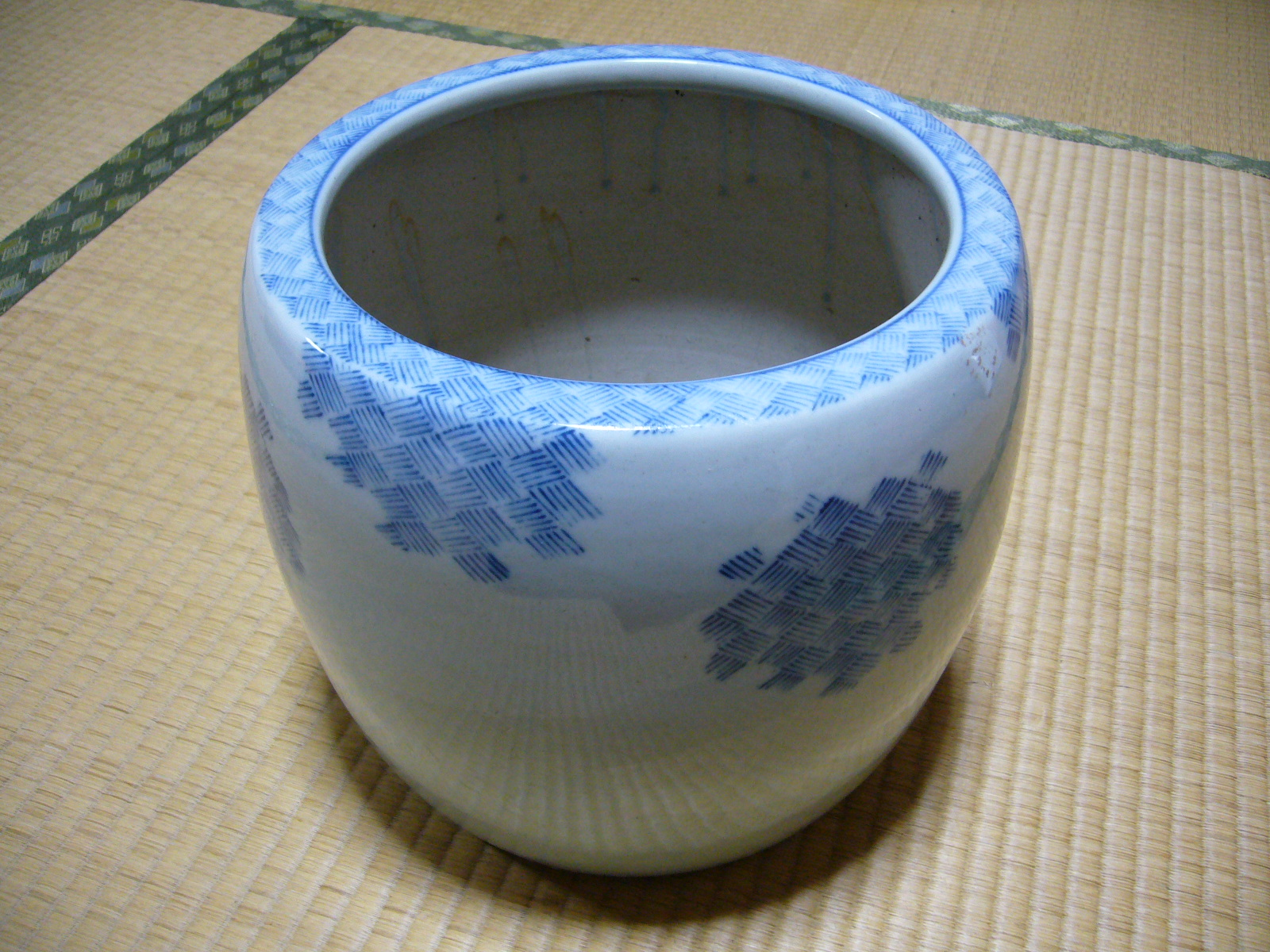
Um hibachi de porcelana

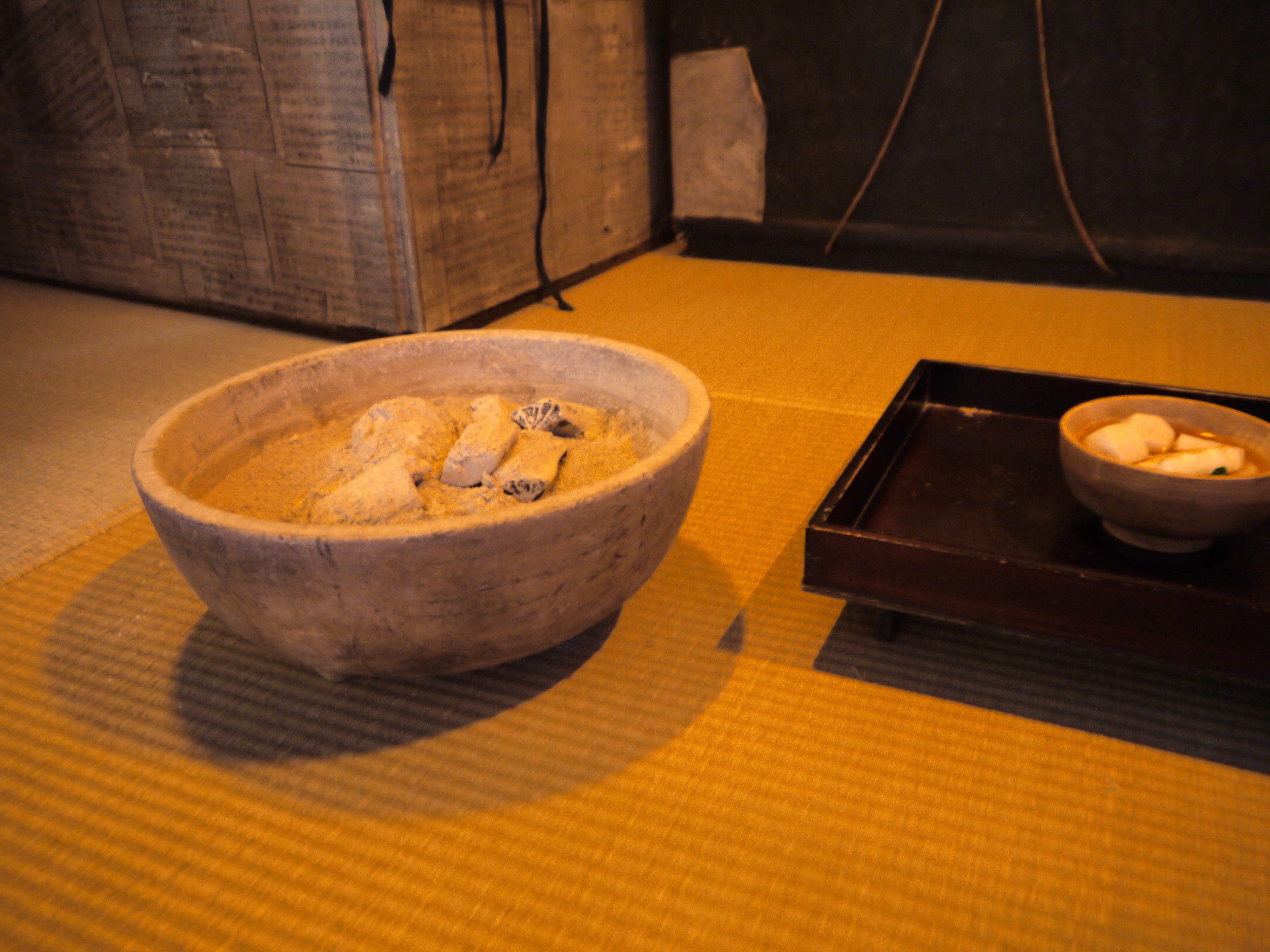
Hibachi antigo, datado do período Edo (Museu Fukagawa Edo)

O hibachi (火鉢, tigela de fogo)  é um dispositivo de aquecimento tradicional japonês.
Consiste em um recipiente redondo, cilíndrico ou em forma de caixa sem tampa, feito ou forrado com um material resistente ao calor e projetado para conter carvão em brasa.
Na América do Norte, o termo "hibachi" refere-se a um pequeno fogão aquecido a carvão (chamado shichirin em japonês) ou a uma placa de ferro quente (chamada teppan em japonês) usada em restaurantes de teppanyaki.

## Uso
Tal como acontece com outros braseiros, o carvão geralmente fica sobre uma camada de cinzas. Para lidar com o carvão, geralmente é usado um par de pauzinhos de metal, semelhantes aos espetos de ferro e pinças ocidentais, chamados hibashi (火箸) .